# Бейнеке
Библиотеката за редки книги и ръкописи „Бейнеке“ (на английски: Beinecke Rare Book and Manuscript Library, BRBL) е подарена от семейство Бейнеке на Йейлския университет през 1963 г.
Това е най-голямата сграда в света за съхраняване на редки книги и ръкописи. Сградата е проектирана от архитекта Гордън Боншафт.

## Галерия
- Библиотека „Бейнеке“ в слънчев ден
- Библиотека „Бейнеке“ в дъждовен ден
- Строго геометричният екстериор на библиотека „Бейнеке“ с готическите шпилове на Йейлското училище по право зад нея
- Изглед към неокласицистичния четириъгълен плац „Хюит“ около библиотека „Бейнеке“
- Панорамен интериорен изглед на партерния етаж на библиотека „Бейнеке“
- Центраното книгохранилище на библиотека „Бейнеке“
- Оригинална Гутенбергова библия от Библиотеката за редки книги и ръкописи „Бейнеке“